# Parafia św. Bartłomieja Apostoła we Włodowicach
Parafia św. Bartłomieja Apostoła we Włodowicach – parafia rzymskokatolicka we Włodowicach. Należy do dekanatu Zawiercie – NMP Królowej Polski archidiecezji częstochowskiej. Została utworzona w 1373 roku.